# Antaplaga plesioglauca
Antaplaga plesioglauca är en fjärilsart som beskrevs av Dyar 1912. Antaplaga plesioglauca ingår i släktet Antaplaga och familjen nattflyn. Inga underarter finns listade i Catalogue of Life.